# 源氏太郎
源氏 太郎（げんじ たろう、1929年 - 2019年3月26日）は、日本のハーモニカ漫談家。東京演芸協会理事。落語家としての師匠は春風亭 小柳三。同期の落語家に9代目入船亭扇橋、2代目古今亭圓菊がいる。漫談での師匠は関東漫才の始祖東喜代駒。この時、弟子としての芸名を東 笑児（あずま しょうじ）と名乗っていた。
なお、娘に曲独楽師の三増巳也がいる。

## 概要
首にハーモニカを下げ、打楽器をセットしたギターを抱え、足にはカスタネットという出で立ちで、漫談を交えながら一人で演奏をするという、いわゆる＂ワンマンバンド”形式の草分け。
この芸種の日本国内での呼び名は、“八人芸”である。なお八人芸の場合は、ギターでなく三味線を使用した。源氏太郎自身、デビュー当時の第二次大戦直後のGHQキャンプでは、三味線と下駄タップ形式である。
よりインパクトの強い芸にする為に、太神楽の先輩芸人から皿回しの芸を伝授してもらい、以後、トリネタ（演技の最後の決めのネタの事）としてお馴染みの芸となる。
また妻のこのみが太夫、自身は才蔵になり、江戸萬歳を披露することもあった。
2009年11月、妻のこのみがくも膜下出血のため、70歳で逝去。江戸萬歳も解散。2019年2月1日、娘の三増巳也のツイッターで、一年前に引退していたことが公表された。
2019年3月26日、死去。90歳没。訃報は、娘の三増巳也のツィートにより公表された。

## 受賞歴
1985年 日本ハーモニカ賞（主催：全日本ハーモニカ芸術連盟、日本ハーモニカクラブ公認）※異例となるお笑い界からの初受賞者